# Френска преса
Френска преса (на английски: french press е уред за изготвяне на топли напитки: кафе и кафеени напитки, както и на чай и билкови напитки. Френската преса е създадена вероятно във Франция около 1850 г., но е  патентована през 1929 г. от италианския дизайнер Атилио Калимани. След Втората световна война получава широко разпространение в Европа.

## Описание на начина на работа
Технологията на правене на кафе е следната: В каната се поставя смляното кафе и се залива с гореща вода. Кафето се смесва с водата и отдава аромата си директно без за това да пречи филтъра. Продължителността на този процес (от 3 до 6 минути) и количеството на кафето определят силата на получената напитка. При втората стъпка сместа се разбърква. Когато каната е стъклена, не трябва да се използва метална лъжичка, за да не се сччупи каната. След това се натиска буталото с металния филтър към дънотона каната. При това утайката от кафе се отделя от течността. Кафего се налива в чашите без в тях да попада утайка от кафе.
- Пресата за кафе при пълнене
- Пресата при натиснато бутало
- Изливане на напитката